# Афанасьевское (Ивановская область)
Афана́сьевское — село в Шуйском районе Ивановской области России. Центр Афанасьевского сельского поселения Шуйского района.

## География
Расположено в восточной части Шуйского района, на участке трассы Р152 Шуя — Палех, в 7 км к востоку от города Шуи. Через село протекает река Внучка, левый приток Тезы.

## Население
| 1859 | 1905 | 2010 |
| ---- | ---- | ---- |
| 160  | ↗250 | ↗524 |

## История
Селение известно с 1554 года. Название село, по-видимому, получило в честь Святого Афанасия Великого — одного из греческих Отцов Церкви. В сельском храме испокон хранились иконы Святого Афанасия, Владимирская икона Богоматери (приложена крестьянами деревни Харитоново в память избавления от холеры в 1848 году), икона Преображения Господня (приложена крестьянами деревни Пустошь в память избавления от холеры в 1862 году).
По данным Центрального статистического комитета Министерства внутренних дел Российской империи, опубликованным в Списках населённых мест Владимирской губернии по сведениям 1859 года, под № 5548 значится: « … Шуйского уезда 1-го стана, Афанасьевское, село владельческое, при речке Внучке; расстояние в верстах от уездного центра — 9, от становой квартиры — 9; число дворов 25; число жителей: мужского пола — 82 чел., женского пола — 78 чел.; Церковь православная 1».
В XIX веке село Афанасьевское стало известным благодаря занятию сельчанами доходным промыслом, многие из них были скорняками, шубниками.
К 1913 году Афанасьевское являлось одним из 20 волостных центров Шуйского уезда.

## Русская православная церковь
По сведениям «Историко-статистического описания церквей и приходов Владимирской епархии» на 1898 год, в селе существовали две каменные церкви: холодная — Воскресенская (пятиглавая), построенная в 1808 году, и тёплая Никольская (с колокольнею), построена в 1796 году. Обе церкви построены вместо сгоревших от пожара около 1790 года деревянных церквей того же наименования. С 1829 года при церкви была организована богадельня на 20 человек.
Приход состоял из села и деревень: Дубки, Харитоново, Кочнево, Арефино, Павлюково, Плехово, Жизнево, Алешево, Михалково, Запрудново, Филатовка, Недановка, Максимцево, Гори, Колобово, Кудряково и Пустошь. Всех дворов в приходе было 532, душ мужского пола 2107 и женского пола 2383 души. В церкви хранились церковные документы: копии метрических книг — с 1803 года, исповедные росписи — с 1829 года.

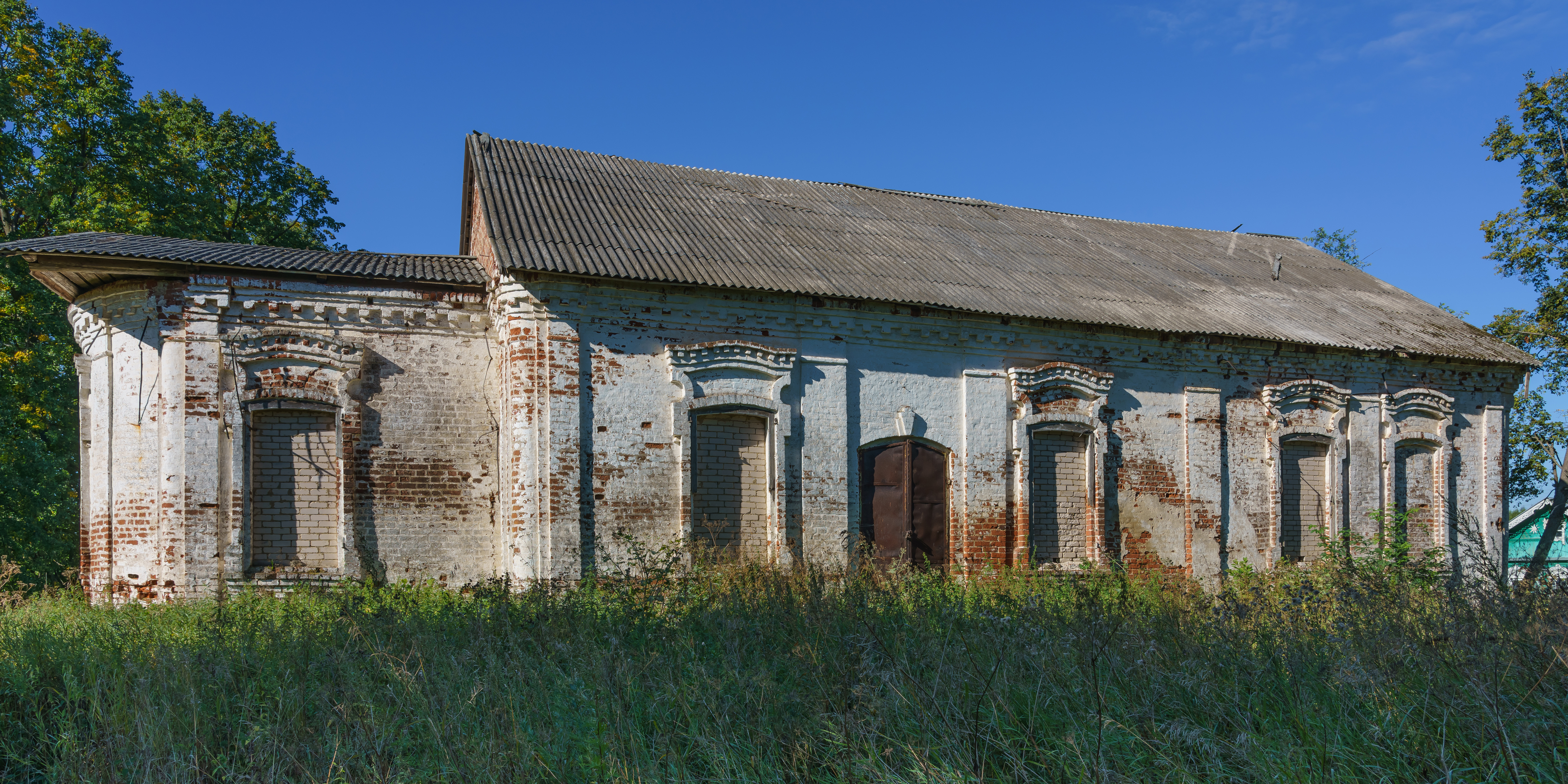
Церковь
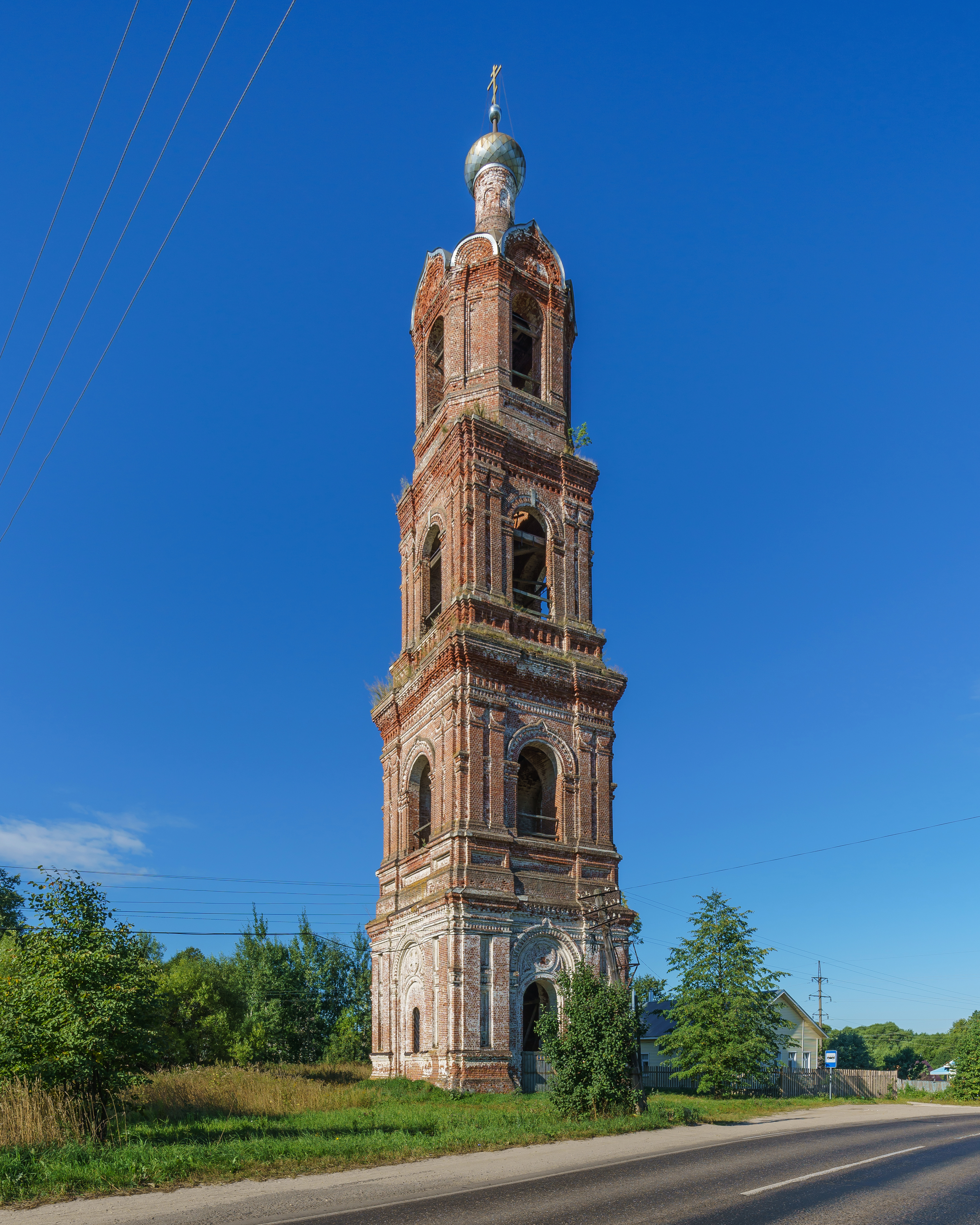
Колокольня
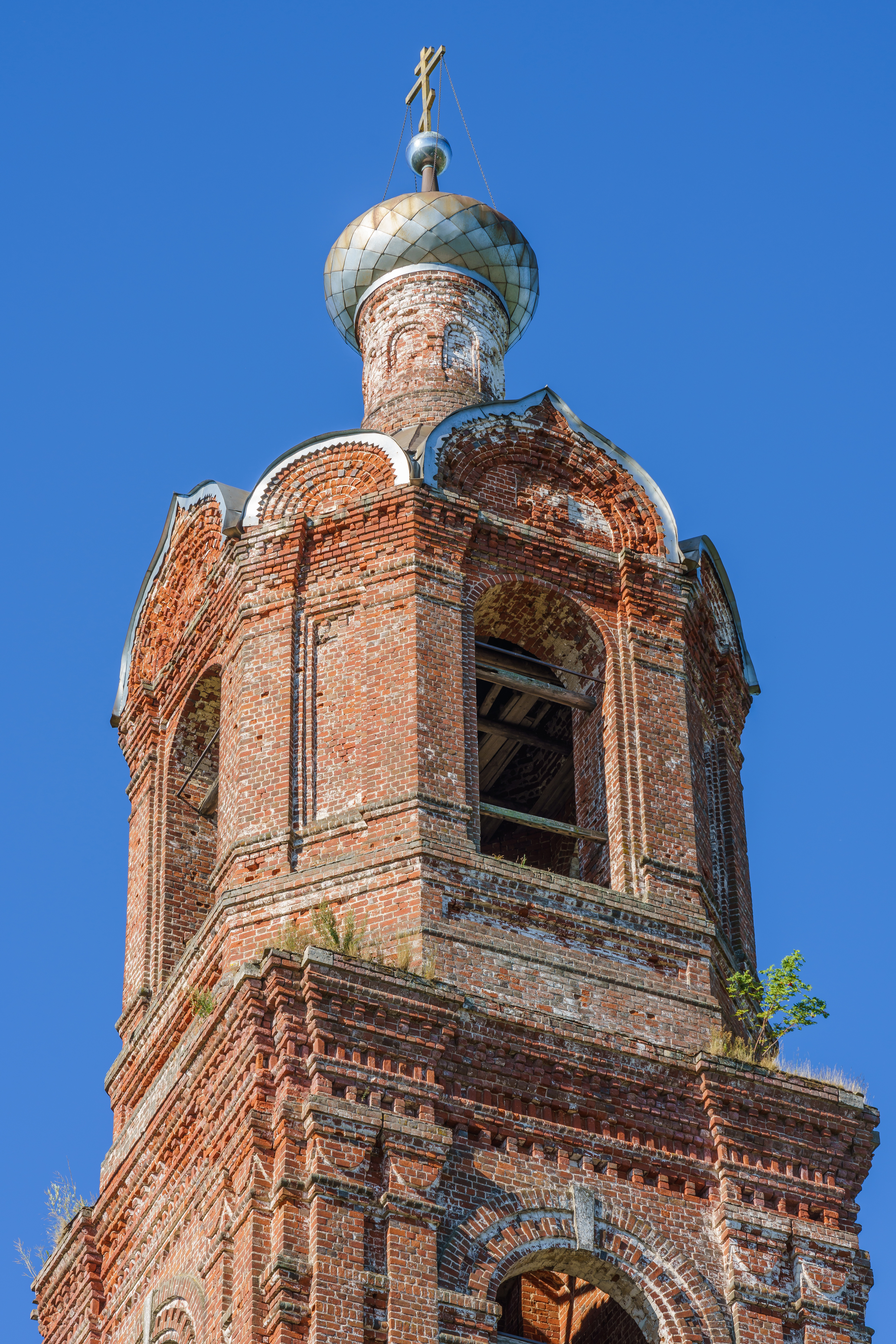
Колокольня
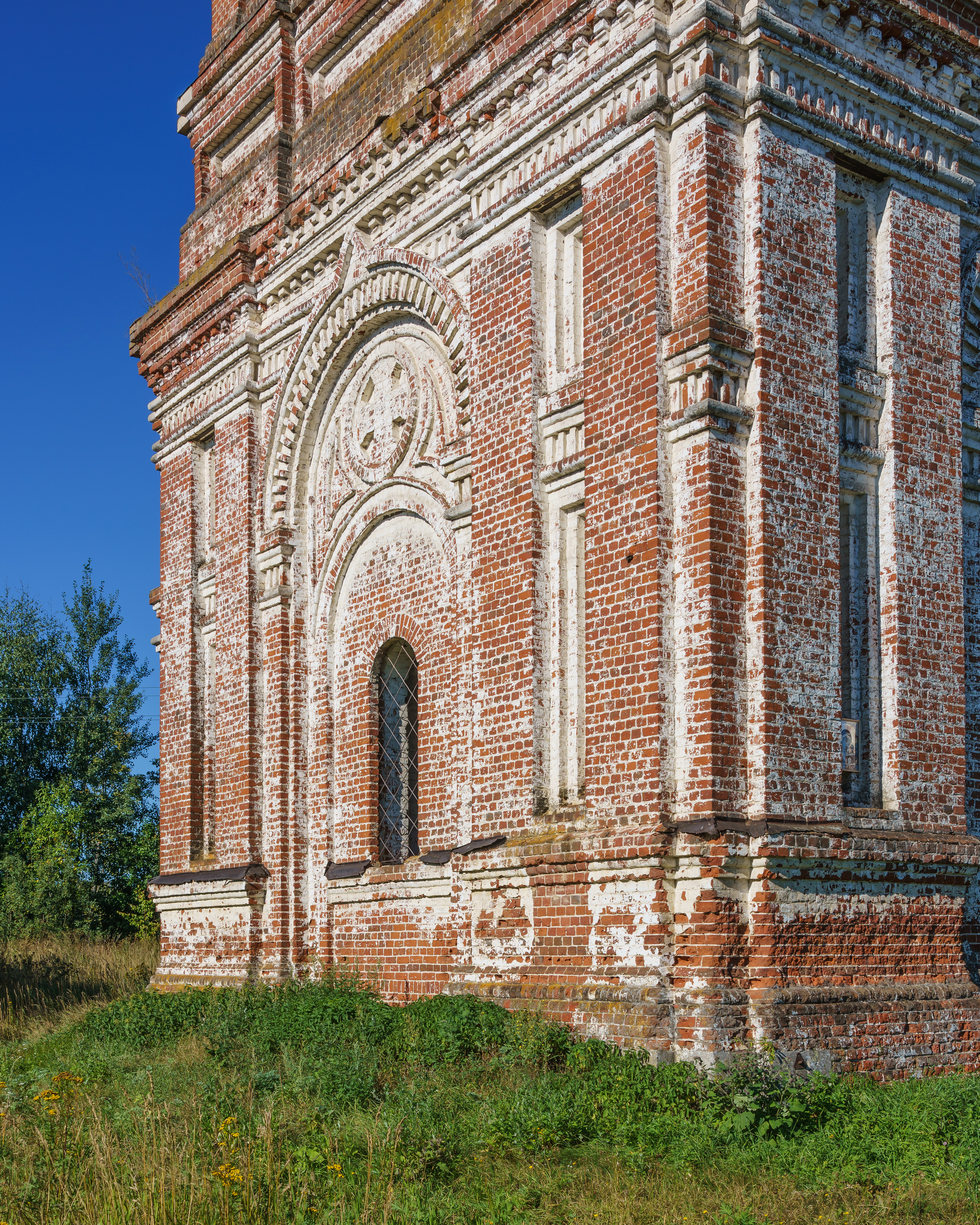
Колокольня